# Frangiz Alizade
Frangiz Alizade (en azerí: Firəngiz Əlizadə) es compositora, pianista, musicóloga y pedagoga de Azerbaiyán y Artista del pueblo de la República de Azerbaiyán (2000).

## Biografía
Frangiz Alizade nació el 28 de mayo de 1947 en Bakú. Se graduó en la Academia de Música de Bakú en 1972. Entre 1972 y 1974 trabajó como asistente del famoso compositor de Azerbaiyán, Qara Qarayev. 
En Azerbaiyán, Frangiz Alizade fue la primera intérprete de las obras de piano de los clásicos de la vanguardia musical del siglo XX: Arnold Schönberg, Anton Webern, Alban Berg, Olivier Messiaen, John Cage, George Crumb. 
Desde 1976 enseñó en la Academia de Música de Bakú, en 1993-1996 en el conservatorio de Mersin, Turquía. En 1999-2007 vivió en Alemania.
Sus obras han sido interpretado por Yo-Yo Ma, Kronos Quartet, David Geringas, Alexander Ivashkin, Ivan Monighetti.
En 2000 fue nombrado Artista del pueblo de la República de Azerbaiyán. En 2007 Frangiz Alizade fue elegida presidente de la Unión de Compositores de Azerbaiyán. En 2008 Frangiz Alizade fue galardonada con el título honorifíco ”Artista por la Paz” de Unesco.

## Premios y títulos
- Artista de Honor de la RSS de Azerbaiyán (1990)
- Artista del pueblo de la República de Azerbaiyán (2000)
- Orden Shohrat (2007)
- ”Artista por la Paz” de Unesco (2008)[3]
- Orden Sharaf (2017)